# Melanagromyza obscura
Melanagromyza obscura este o specie de muște din genul Melanagromyza, familia Agromyzidae, descrisă de Spencer în anul 1977.
Este endemică în Principe. Conform Catalogue of Life specia Melanagromyza obscura nu are subspecii cunoscute.